# Klemens Chodykiewicz
Klemens Chodykiewicz (ur. 21 marca 1715 we Lwowie, zm. 20 października 1797) – polski kaznodzieja, hagiograf, pisarz religijny i historyk.

## Życiorys
Urodził się w rodzinie o korzeniach ormiańskich we Lwowie. Tam wstąpił do zakonu dominikanów i po ukończeniu studiów teologicznych przyjął święcenia kapłańskie (około roku 1744). W tym okresie zajmował się także studiami historycznymi w zakresie historii Kościoła i zakonu dominikańskiego. Przez 3 lata (1746–1749) przebywał w Rzymie i Wenecji. Po powrocie do Polski zyskał uznanie jako kaznodzieja. W roku 1751 został sekretarzem ruskiej prowincji zakonnej, pełniąc jednocześnie obowiązki nauczyciela filozofii przy zakonnym studium generalnym we Lwowie. Dziesięć lat później (1761) rozpoczął 3-letnią posługę przeora lwowskiego klasztoru św. Marii Magdaleny. W roku 1762 brał udział w kapitule generalnej dominikanów w Rzymie. Po powrocie do kraju ponownie skupił się na pracy naukowej, zyskał stopień doktora teologii i podjął obowiązki kronikarza zakonu. W pracach tych (zbieranie materiałów historycznych) wydatnie pomagał mu J. A. Załuski. W roku 1767 pełnił funkcję przeora w Bohoroddczanach, a następnie powrócił na stanowisko przeora klasztoru św. Marii Magdaleny we Lwowie. Po 10 latach (około roku 1776) wyjechał do województwa kijowskiego i został obrany przeorem w Chodorkowie. Zmarł w sędziwym wieku, dożywszy 82 lat. Miejsce spoczynku nie jest znane.

## Twórczość

### Ważniejsze kazania i utwory
1. Sol angelicae intelligentiae illustrissimus Comes Aquinas Clarissimus Ecclesiae Doctor S. Thomas... A p. ... die 7 Martii anno... 1744[1], Lwów 1744, (dedykowano Michałowi Franciszkowi Potockiemu)
2. Monarchini nieba i ziemi, Najjaśniejsza w cudach Księstwa Ruskiego Pani, nieśmiertelnymi na cyprysie od ś. Łukasza ewangelisty malowana łaskami... (kazanie na 14. niedzielę po Świątkach), Lwów (1746)
3. Vita di s. Giacinto dell'Ordine de'Predicatori. Tratta da Severino, Ribadeneyra, Castillo, Montalcino, Bzovio, Croiset, Pio, Rollandi, Touron ed altri..., Wenecja 1749, (wyd. bezimienne)
4. Trias dissertationum de septem diaconis, deque epistolis ad Corinthios, et martyrio s. Clementis Pontificis Maximi, Rzym 1749, (dedykowano królewiczowi saskiemu Klemensowi)
5. Głowa Księstwa Ruskiego miasta łaskawa Maryi nawiedzenia Lwów, czyli kazanie podczas oktawy koornacji Najświętszej Panny, miane we Lwowie u dominikanów w r. 1751 w zbiorze: Hasło słowa Bożego..., Lwów 1754
6. Noe czworakiej godności JW. Jan Tobiasz Augustynowicz, arcybiskup lwowski sławnej nacji ormiańskiej... z arki kościoła swego... przy asystującej sobie Boskiej łasce wychodzący... kaznodziejskim stylem na publiczną żałość przez... wyprowadzony[2], Lwów 1752, (dedykowano Józefowi i Agnieszce Augustynowiczom)
7. Relatio coronationis thaumaturgae imaginis Deiparae Virginis Mariae, in ecclesia Sacratissimi Corporis Christi... Fratrum Praedicatorum Provinciae Russiae Leopoli adservatae..., brak miejsca wydania 1752, (wyd. bezimienne)
8. Złota brama heroicznymi dziełami JO. jasnymi cnotami, i świętą gorliwością, JWnej Familii Ogińskich zapalona... Ś. Katarzynie de Riccis... laurem... uwieńczonej wystawiona, Pańską łaskawością publicznemu Jej honorowi ogłoszonemu kazaniem i życiem przez..., Lwów 1752, (od s. 23: Żywot Katarzyny de Riccis tłum. z włoskiego)
9. Troista ofiara w prymicjach ś. Franciszka Seraficznego Patriarchy we Mszy Świętej Jędrzeja Awellina, i w profesji quarti voti ś. Stanisława Kostki... poświęcona przez..., Lwów 1753, (3 kazania; dedykowano Michałowi Franciszkowi Potockiemu)
10. Złoty wiek troistego czasu Trójcę Boską przybyszowymi latami ś. Bazylego W. ... broniący ostatni sąd świata, manifestem różańca w dilacie zatrzymujący, niebo polskiemu królestwu nieustanną opieką ś. Jacka Odrowąża... przychylający... pokazany przez...[3], Lwów 1754, (3 kazania o: św. Bazylim, różańcu i św. Jacku; dedykowano ks. Ambrożemu Antoniemu Turzańskiemu)
11. Gloria clarissimi imperatorio sanguine, sanctissimi apostolorum disciplui et comitis, gloriossimi martyris Clementis, Romani pontificis, huius nominis primi opera et studio...[4], Lwów 1757; wyd. następne Lwów 1764, (obszerny, w 21 rozdziałach, żywot papieża; wyd. 1 dedykowane J. K. Jabłonowskiemu; wyd. 2 natomiast K. Wisłockiemu)
12. Cudowna mądrość w Ś. Matce Zofii, cudowne cnoty w świętych jej córkach Wierze, Nadziei i Miłości, pannach i męczenniczkach pokazane, czyli kazanie o tychże świętych w Kościele Lwowskim Ś. Zofii r. 1760 miane...[5], Lwów 1762, (dedykowano J. A. Załuskiemu)
13. Niebo, podobną Synowi Boskiemu chwałą w nadgrodę zasług oddaną Najświętszej Bogarodzicy Pannie Marii, jaśniejące... ks. Szczepanowi z Mikulicz Mikulskiemu... otworzone na publiczny widok przez..., Lwów 1760
14. Trzy własności ojcowskie ś. Józefa do Chrystusa jako do syna... czyli kazanie o tym świętym oblubieńcu Najświętszej Marri, a mniemanym Ojcu Chrystusowym, w kościele Lwowskim WW. Panien Karmelitek... przez...[6], Warszawa 1763, (dedykowano J. A. Załuskiemu)
15. Dom majestatu najświętszego Boga Rodzicy Panny Marii w obrazie lwowskim... ukoronowanej, w nowej bazylice pod imieniem Bożego Ciała od Zakonu Kaznodziejskiego Prowincji Ruskiej wystawiony, przy wprowadzeniu tegoż cudownego obrazu... uwielbiony, przez... Wacława Hieronima Sierakowskiego, arcybiskupa lwowskiego, d. 29 lipca 1764 r. ... poświęcony, albo kazanie w dzień przeniesienia obrazu do nowego kościoła... d. 14 sierpnia 1764, przez..., brak miejsca wydania 1764
16. Dwojakie przemienienie albo kazanie, miane na przeniesienie obrazu Najświętszej Marii Panny z Kaplicy Domagaliczkowskiej do Kościoła Archikatedralnego Lwowskiego i w oktawę tejże solennizacji 1765 r., Lwów 1766, (dedykowano Józefowi Antoniemu Podowskiemu)
17. Kazanie o serdecznym politowaniu Najświętszej Bogarodzicy Bolesnej, Lwów 1765, (dedykowano ks. Samuelowi Głowińskiemu)
18. Tron chwały przez wyniosłość... utracony, seraficznemu patriarsze oddany pod imieniem godnego syna... ks. Walentego Tyszkowskiego albo kazanie miane we Lwowie w dzień św. Franciszka[7], Lwów 1766
19. Troisty charakter Najświętszej Trójcy w ś. Janie Nepomucenie... wyrażony... Przez... powszechnemu widokowi pokazany, Lwów 1766, (dedykowano ks. Łukaszowi Stanisławowi Godurowskiemu)
20. Troista chwała osób Boskich przez czas krótki widzianych św. Benedyktowi... w trzech przymiotach cudownej kuli, świat cały w sobie wydającej objawiona i uczyniona... kazaniem na uroczystość tegoż świętego patriarchy, mianym przez..., Lwów 1767 (2 wydania); wyd. 1 dedykowano Maciejowi i Annie Lanckorońskim; wyd. 2 natomiast ks. Florianowi Janowskiemu
21. Wyznawca troistej własności imienia Marii b. Szymon de Roxas, Zakonu Św. Trójcy od wykupienia niewolników wyznawca... kazaniem przy dokończeniu trzydniowej jego uroczystości w Kościele Stanisławowskim tegoż zakonu, przez... mianym ogłoszony r. 1768 (d. 28 września), brak miejsca i roku wydania
22. Dissertationes historico criticae de utroque Archiepiscopatu Metropolitano Kijoviensi et Halicensi, uti olim distincto, nec non de Episcopatu Leopoliensi ritûs Graeco uniti a... certioribus documentis illustratae, (Lwów) 1770, (dedykowano bisk. Ludwikowi Leonowi Szeptyckiemu)
23. Kazanie na uroczystość ś. Marii Magdaleny w kościele lwowskim pod imieniem Jej, R. P. 1770 miane, przez..., Lwów 1771, (dedykowano Aleksandrowi Franciszkowi i Eleonorze Skarbkom)
24. Kazanie na uroczystość Przemienienia Jezusa Zbawiciela, w Turynieckiej Cerkwi przez... miane i wydane, Lwów 1771
25. Kazanie na uroczystość ś. Mikołaja, arcybiskupa mireńskiego, metropolity Licji, wyznawcy i cudotwórcy, przez..., Lwów 1772, (dedykowano Janowi Bromirskiemu i jego żonie)
26. Różaniec z objawienia i rozkazu Najświętszej Marii Boga Rodzicy Panny, przez świętego Dominika... na wykorzenienie kacerstwa, nawrócenie grzesznych i zachowanie świata od ostatniego upadku ogłoszony... Przez... objaśniony i na zbawienny pożytek wydany[8], Lwów 1773
27. Historia życia, cudów i uszanowania powszechnego, wielkiego apostoła i cudotwórcy, ś. Wincentego Ferreriusza, wyznawcy Zakonu Kaznodziejskiego, z dawnych i pewnych dowodów zebrana..., Berdyczów 1779
28. De rebus gestis in Provincia Russiae Ordinis Praedicatorum commentarius libris XI digestus in duas partes divisus. Diversarum antiquitatum monumentis et observationibus illustratus a..., Berdyczów 1780, (jest to tylko cz. 1 dzieła, cz. 2 pozostała w rękopisie, który był w zbiorach K. Świdzińskiego, obecnie zaginiony)
29. Doskonałość trojakiego stanu córki książęcej... w JW. śp. Annie Kolumbie z KsKs. Lubomirskich Rzewuskiej... wypełniona... przez... nieśmiertelnej pamięci żałobnym kazaniem podana[9], brak miejsca wydania 1786, (dedykowano Stanisławowi i Honoracie Lubomirskim).

### Listy
1. Do J. A. Załuskiego 16 listów z lat: 1751–1763 i późniejszych, rękopisy: Biblioteka Narodowa sygn. 3251–3254, 3260, 3262–3263, 3269.

## Opracowania dot. Chodykiewicza
1. J. D. A. Janocki: Lexicon derer itztlebenden Gelehrten in Polen t. 1-2, Wrocław 1755 (t. 1, s. 21; t. 2, s. 175-176)
2. J. D. A. Janocki: Excerptum Polonicae litteraturae huius atque superioris aetatis cz. 1-4, Wrocław 1764–1766, s. 55
3. Materiały do dziejów literatury i oświaty na Litwie i Rusi. Z archiwum drukarni J. Zawadzkiego w Wilnie z l. 1805-1865 zebrał T. Trukowski t. 1, Wilno 1935 "Źródła i Materiały Historyczne Wydziału III Towarzystwa Przyjaciół Nauk w Wilnie" nr 2
4. M. Wiszniewski: Historia literatury polskiej t. 1, Kraków 1840, s. 81; t. 2, Kraków 1851, s. 270
5. S. Barącz: Żywoty sławnych Ormian w Polsce, Lwów 1856, s. 104-114, 409
6. J. I. Kraszewski: Okruszyny. Zbiór powiastek, rozpraw i obrazków, Warszawa 1856
7. S. Barącz: Rys dziejów zakonu kaznodziejskiego w Polsce t. 2, Lwów 1861, s. 129-134
8. L. Hubert: "Encyklopedia powszechna" Orgelbranda, t. 5 (1861)
9. X. W. Krynicki: "Encyklopedia kościelna" Nowodworskiego, t. 3 (1874)
10. Ks. R. P.: "Wielka encyklopedia powszechna ilustrowana" t. 11/12 (1874)
11. X. S. Galla: "Podręczna encyklopedia kościelna" t. 7/8 (1906)
12. M. Dynowska: "Polski słownik biograficzny" t. 3 (1937).